# Lamonzie-Montastruc
Lamonzie-Montastruc é uma comuna francesa na região administrativa da Nova Aquitânia, no departamento Dordonha. Estende-se por uma área de 20,73 km². Em 2010 a comuna tinha 714 habitantes (densidade: 34,4 hab./km²).